# Жирмон Вал д'Ажол
Жирмон Вал д'Ажол (фр. Girmont-Val-d'Ajol) насеље је и општина у североисточној Француској у региону Лорена, у департману Вогези која припада префектури Епинал.
По подацима из 2011. године у општини је живело 233 становника, а густина насељености је износила 13,98 становника/km². Општина се простире на површини од 16,67 km². Налази се на средњој надморској висини од 620 метара (максималној 752 m, а минималној 430 m).

## Демографија
| 1962. | 1968. | 1975. | 1982. | 1990. | 1999. | 2011. |
| ----- | ----- | ----- | ----- | ----- | ----- | ----- |
| 302   | 335   | 295   | 268   | 242   | 273   | 233   |

График промене броја становника у току последњих година